# Charles Landry
 Der er for få eller ingen kildehenvisninger i denne artikel, hvilket er et problem. Du kan hjælpe ved at angive troværdige kilder til de påstande, som fremføres i artiklen.

Charles Landry er en engelsk forfatter, der er bedst kendt for at have skrevet bogen The Creative City: A toolkit for urban innovators, der har været udgangspunkt for en global bevægelse for nytænkning indenfor byplanlægning . 
Charles Landry er født i 1948 og opvokset i Storbritannien, Tyskland og Italien.